# Prairie du Sac, Wisconsin
Prairie du Sac là một làng thuộc quận Sauk, tiểu bang Wisconsin, Hoa Kỳ. Năm 2006, dân số của làng này là 3231 người.